# Caltrain
Caltrain (acrónimo inglés de California train) es un sistema de trenes de cercanías en el área de la Bahía de San Francisco, California, que conecta el centro de la ciudad de San Francisco con la ciudad de San José por el condado de San Mateo, y durante las horas de mucho tráfico pasa por San José por el condado de Santa Clara para llegar a Gilroy. Los trenes salen desde San Francisco y San José cada media hora los día de semana, con más servicio durante las horas de más tráfico. También tiene servicio cada una hora durante el fin de semana y días festivos. En febrero de 2006, durante todos 7 los días de la semana se tuvieron alrededor de 32.031 bordos.
Caltrain tiene 25 estaciones regulares, una estación usada sólo para juegos de fútbol americano y otros eventos especiales (Stanford Stadium), una estación usada sólo durante los fines de semana y días festivos (Broadway, ya que la estación de Atherton cerró en diciembre de 2020), una estación usada sólo durante los días laborales, excluyendo los días festivos (College Park), y seis estaciones usadas sólo durante las horas de mucho tráfico (Tamien, Capitol, Blossom Hill, Morgan Hill, San Martin y Gilroy). Caltrain opera 96 trenes durante todos los 7 días de la semana, con una mezcla de trenes locales y expresos, con 32 y 28 trenes locales los sábados y domingos y días festivos, respectivamente.
El sistema conecta con el metro BART en la terminal intermodal de la Estación Millbrae en Millbrae.

## Historia
El corredor de ferrocarril original fue construido en 1863 como Peninsula Commute por el San Francisco and San Jose Rail Road (Ferrovía San Francisco y San José), la compañía después compró el Southern Pacific Railroad en 1870.
Durante el tiempo en que fue propiedad de Southern Pacific, la línea se hizo línea doble en 1904. Durante la Segunda Guerra Mundial tuvo su nivel de frecuentación más alto. Después de la guerra, la frecuentación empezó a caer conforme se incrementaba el uso del automóvil en los Estados Unidos. En 1977, SP pidió a la Comisión de Servicios Públicos («Public Utilities Commission») del estado que le permitiera dejar de prestar el servicio de pasajeros en la línea porque estaba perdiendo dinero con él.
Para preservar el servicio de pasajeros, en 1980, Caltrans hizo contrato con SP y empezó a subvencionar la operación. Durante el tiempo en que Caltrans administraba la operación, Caltrans compró nuevas locomotoras y coches de tren para sustituir el equipamiento del SP. En 1985, mejoró las estaciones, introdujo buses para empleadores locales, y cambió el nombre de la operación de Southern Pacific a CalTrain.
En 1987, el Consejo de Poderes del Corredor de la Península «Península Corridor Joint Powers Board» (PCJPB) se formó para manejar la línea.